# پایگاه هوایی راونتس
 پایگاه هوایی راونتس (به انگلیسی: Ravnets Air Base) (به زبان بومی: Авиобаза Равнец) یک فرودگاه نظامی است که یک باند فرود بتن دارد. این فرودگاه در کشور بلغارستان قرار دارد .